# Кирил Брестовички
Кирил Брестовички е български футболист.
Започва да тренира в школата на „ПФК ЦСКА“ през 1996 година и преминава през всички формации на отбора. През 2004 и 2007 година става републикански шамнион, а през 2005 печели Купата на България. През 2008 преминава в отбора на „Марек“ (Дупница), където играе до 2010 година и записва над 50 мача в Б група. През същата 2010 изиграва пролетния полусезон в „Бдин“ (Видин), където изиграва 15 мача. Кариерата му продължава в отбора на „Пирин“ (Благоевград), който по онова време е в А група. Проблеми с предишния му отбор „Бдин“ и финансовите им претенции към „Пирин“ не му позволяват да играе официални срещи за отбора. През 2011 година преминава във „ФК Витоша“ (Бистрица), където играе. За кратък период през пролетния полусезон на 2011/2012 играе за „ОФК Несебър“ в Б група и записва 14 мача. За отбора на „Витоша“ има над 70 мача, като отборът печели промоция в Б ПФГ през 2012/2013 г.